# Aucula dita
Aucula dita är en fjärilsart som beskrevs av Todd och Robert W. Poole 1981. Aucula dita ingår i släktet Aucula och familjen nattflyn. Inga underarter finns listade i Catalogue of Life.